# Philosophie des Glücks

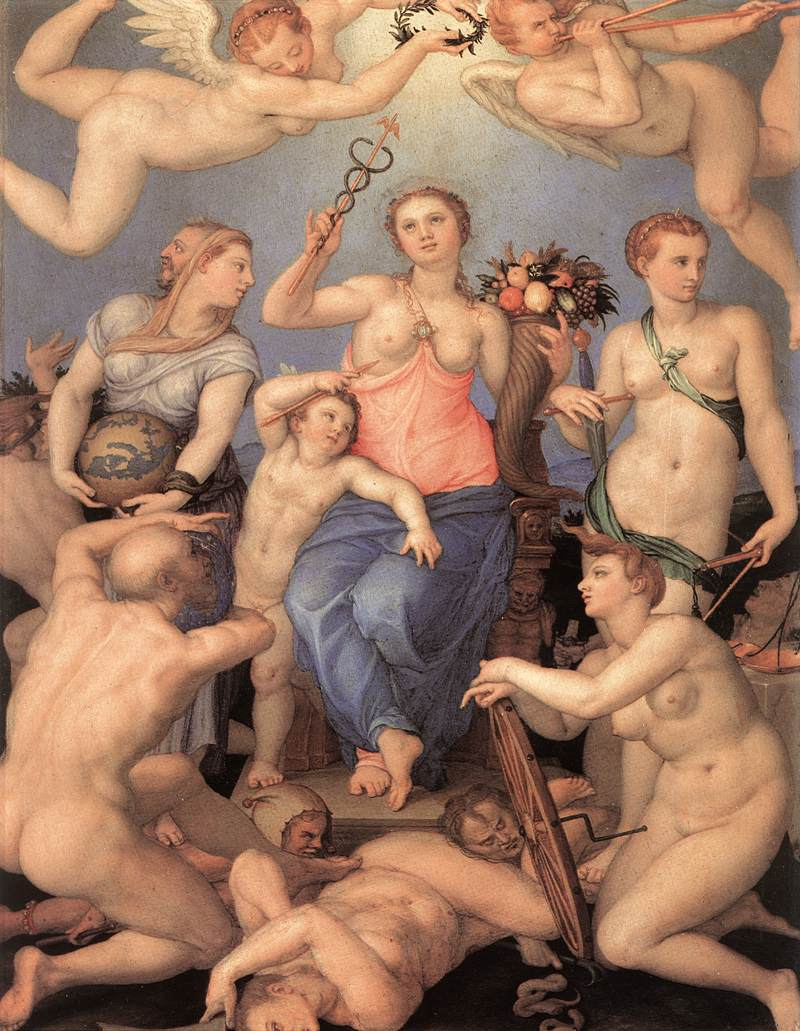
Angelo Bronzino, Allegorie des Glücks, (1564)

Die Philosophie des Glücks (Glücksphilosophie) ist die Richtung der Philosophie, die sich mit der Natur und den Wegen zum Erlangen des Glücks bzw. der Glückseligkeit (altgriechisch ευδαιμονία eudaimonia) auseinandersetzt.
Sowohl die klassische westliche Philosophie (Philosophie der Antike) als auch die östliche Philosophie beschäftigen sich seit ihren Anfängen  mit dem Thema Glück. Weil das Glücksstreben eine uralte Sehnsucht des Menschen ist, zählt der Themenkreis zu allen Zeiten zu den Kernelementen der Philosophie und wird dementsprechend auch von modernen Philosophen bearbeitet.

## Glück in der Philosophie der Antike
„Nie waltet im Leben das Glück lauter und frei vom Leide.“

### Aristippos von Kyrene
Der wahrscheinlich erste Philosoph, der eine komplette Glücksphilosophie entworfen hat, war Aristippos von Kyrene der von 435 v. Chr. bis ca. 355 v. Chr. lebte. Aristipp war ein Schüler des Sokrates und begründete die kyrenaische Schule, er gilt als Begründer des Hedonismus. In seiner Philosophie unterscheidet Aristippos zwei Zustände der menschlichen Seele, die Lust als sanfte und den Schmerz als raue, ungestüme Bewegung der Seele. (vgl. 1, S. 116) Dabei gibt es jedoch keinen Unterschied zwischen verschiedenen Lüsten, das heißt, dass jede Lust, unabhängig von ihrer Natur, die gleiche Qualität hat. Der Weg zum Glück ist es nun nach Aristipp, die Lust zu maximieren, dem Schmerz aber auszuweichen. Er behauptet gar, das bewusste Genießen sei der eigentliche Sinn des Lebens: „Als höchstes Ziel stellte er die sanfte (glatte), zur Empfindung sich steigende Bewegung hin.“ (1, S. 115)

### Platon
Platon lebte von etwa 428 v. Chr. bis um 348 v. Chr. in Athen, war Schüler des Sokrates, behandelte in seinen berühmten Dialogen seine Lehre und die seines Lehrers Sokrates. Die sophistischen und vorsokratischen Meinungen zum Thema Glück werden in den Dialogen kritisch betrachtet und im sokratischen Gespräch größtenteils grundsätzlich widerlegt. Laut Platon hat die menschliche Seele drei Teile: Die Vernunft, den Willen und das Begehren. Ein Mensch ist nur dann glücklich, wenn alle drei Seelenteile im Gleichgewicht sind, und miteinander im Einklang sind, das heißt sich nicht widersprechen.

### Aristoteles
Noch anders verwirklicht sich für Aristoteles das menschliche Wesen: In der Polis, das heißt in der Gemeinschaft, im Staat. Wer die in ihm liegenden Tugenden und Tüchtigkeiten innerhalb der Polisgemeinschaft von Natur aus entfaltet, ist glückselig. Vollendet glücklich kann ein Mensch jedoch erst genannt werden, wenn er mit äußeren Gütern hinreichend ausgestattet ist und sein ganzes Leben tugendgemäß verbringt.(3, vgl. S. 50)
In der Nikomachischen Ethik (l 6) geht Aristoteles zur Veranschaulichung seines Glücksbegriffs von Menschen und Organen aus, die eine bestimmte Funktion haben: der Flötenspieler oder Schuster; das Auge, die Hand, der Fuß. Ein solches Seiendes vollbringt ein Werk. Es besteht beim Schuster in einem bestimmten Produkt, beim Flötenspieler und beim Auge in einer bestimmten Tätigkeit. Es ist das Gut des betreffenden Seienden. Diese Überlegung wendet Aristoteles dann auf den Menschen als solchen an. Er fragt, worin dessen Werk bestehe. Wie Pflanze und Tier vollbringt der Mensch das Werk des Lebens. Sein Werk als Mensch liegt in dem Lebensvollzug, der ihn von Pflanze und Tier unterscheidet: der Vernunfttätigkeit. Glück ist demgemäß also primär nicht ein Wohlergehen, die vollständige Befriedigung aller Bedürfnisse und Neigungen, sondern tätiges Sein, theoretische und praktische Vernunfttätigkeit als spezifisch menschlicher Lebensvollzug.
Glück und Tugend bilden nach Aristoteles eine Einheit. Ein Flötenspieler kann gut oder schlecht spielen; spielt er gut so aufgrund seiner Tüchtigkeit (Arete). Ebenso kann der Mensch die Vernunfttätigkeit gut oder schlecht ausüben, je nachdem, ob er sich in der Verfassung der Tugend (Arete) befindet oder nicht. Sein Glück besteht in dieser gut vollzogenen Vernunfttätigkeit.
Zum Glück gehören nach Aristoteles aber auch äußere Güter; es ist auch von der Gunst der äußeren Umstände abhängig. Freilich wird der sittlich Gute, wie ein guter Handwerker aus dem ihm vorgegebenen Material, aus den jeweiligen Umständen das Beste machen und so ein höchstmögliches Maß an Unabhängigkeit erringen. Das schließt aber nicht aus, dass auch er von den äußeren Zufälligkeiten des Lebens abhängig ist.
Unter beiden Rücksichten, als sittlich gute Tätigkeit und in seiner Abhängigkeit von den äußeren Gütern, ist das Glück an die menschliche Gemeinschaft (Polis) gebunden.

### Epikur
Ein wichtiger Glücksphilosoph der Antike ist Epikur, der von 341 v. Chr. bis 270 v. Chr. lebte, und die epikureische Schule gründete. Er beschreibt die Lust als Prinzip gelingenden Lebens. Dabei darf seine Position nicht mit der des Aristippos verwechselt oder gleichgesetzt werden. Glück ist für Epikur viel eher ein Freisein von Unlust als eine bedingungslose Hingabe an die Lust. So ist es das Hauptziel der epikureischen Glücksphilosophie, durch Schmerzvermeidung einen Zustand physischer Schmerzfreiheit zu erlangen. Dies funktioniert dabei nicht durch übermäßigen Genuss der weltlichen Güter oder Schwelgerei, sondern durch strategische Reduktion auf die notwendigsten Bedürfnisse. Epikur ist der Ansicht, dass jemand, der sich sehr hoch hinauswagt, auch sehr tief fällt, dass also extreme Lust auch immer extreme Unlust nach sich zieht. Deshalb empfiehlt er einen Weg des kleinen Glücks. Berühmt geworden ist der Schluss eines Briefes an seinen Freund Menoikeus: „Schicke mir doch einmal ein Stück kythischen Käse, damit ich, wenn ich Lust dazu habe, einmal recht schwelgen kann.“ (1, S. 228) Epikur selbst blieb tatsächlich in seinem letzten Lebensabschnitt auch immer beim kleinen Glück, wie ebendiesem Stück Käse, was aber auch nicht so sehr verwundert, wenn man seine Geschichte etwas näher kennt: Er wurde insgesamt siebenmal aus Athen vertrieben. Dabei wurde auch seine Schule niedergebrannt. Schließlich zog er sich in einen Garten zurück. Epikurs Philosophie ist dabei aber auch nicht mit der des Diogenes von Sinope zu vergleichen, der eine asketische Haltung vertrat, um den Zustand der Glückseligkeit im Verzicht zu erlangen. Durch diese asketische Lebensführung könne man dann den Zustand innerer Seelenruhe erlangen, indem man über die Todesfurcht siegt. Vielmehr glaubt Epikur schon daran, dass es ein glückliches Leben sei, nach dem der Mensch streben soll: „Die Glückseligkeit habe einen doppelten Sinn: in höchster Bedeutung sei sie der Gottheit gleichartig, die keine Steigerung zuläßt […]“ (1, S. 279) oder noch viel deutlicher: „Ich wüßte nicht, was ich mir überhaupt noch als ein Gut vorstellen kann, wenn ich mir die Lust am Essen und Trinken wegdenke, wenn ich die Liebesgenüsse verabschiede und wenn ich nicht mehr meine Freude haben soll an dem Anhören von Musik und dem Anschauen schöner Kunstgestaltungen.“ (1, S. 225)

### Die Stoa
Vollkommen andere Vorstellungen von Glück finden sich in der antiken Stoa, zum Beispiel bei Zenon von Kition, oder auch in der römischen Stoa bei Marcus Tullius Cicero und Seneca. Sie lehnen den Epikureismus ab und erheben die Tugend anstatt des Glücks zum Lebensprinzip. Lust wird abgelehnt. So schreibt zum Beispiel Zenon: „Begierde ist ein unvernünftiges Verlangen;“ (1, S. 59) oder: „Lust ist das unvernünftige Frohgefühl über eine scheinbar begehrenswerte Sache.“ (1, S. 60) Anders als bei Aristoteles wird das Erreichen der Glückseligkeit aber auch vom politischen Leben abgekoppelt, glückselig ist nunmehr der, der nach der Natur lebt. Da nur die Natur durch göttliche Vernunft bestimmt wird, heißt auch nur vernünftig, wer im Einklang mit der kosmischen Ordnung lebt und Leidenschaften und Begierden zurückdrängt. Chrysippos von Soli schreibt zum Beispiel in seinem Buch über das Schöne: „Das Recht besteht von Natur und nicht durch menschliche Satzung […]“ (1, S. 67) Vernünftig ist dann, wer aufgrund des sicheren Urteils die Tugend zum Maßstab des Handelns werden lässt. Man muss frei von Affekten und gleichgültig gegenüber seinem Schicksal (apatheia) sein. Wirkliche Freiheit besteht nur in Unabhängigkeit vom äußeren Geschick wie auch von den eigenen Leidenschaften und Wünschen. So lässt sich der Zustand der ataraxía erreichen, der für die Stoiker Glückseligkeit bedeutet.

## Glück in der Philosophie des Mittelalters
Die in der Antike aufgestellten Glücksphilosophien beherrschten auch die nachfolgenden Epochen bis hin zur Moderne, sie haben sogar Eingang in heutige Vorstellungen von Glück gefunden. Auch im die Philosophie des Mittelalters bestimmenden Christentum sind viele Ideen der antiken Glücksvorstellungen entlehnt, so zum Beispiel die Idee der Askese, die sich bei Diogenes von Sinope findet, oder eine Erlösungsvorstellung, dass der dauerhafte Glückszustand nicht irdisch ist, sondern erst nach dem Tod, im Jenseits, erreicht werden kann, wie sie auch Platon beschrieb. Im Neuen Testament wird die Idee des Glücks vor allem in der Offenbarung des Johannes deutlich: „Dann sah ich einen neuen Himmel und eine neue Erde; […] und er, Gott, wird bei ihnen sein. Er wird alle Tränen von ihren Augen abwischen: Der Tod wird nicht mehr sein, keine Trauer, keine Klage, keine Mühsal.“ (Offb 21,1-5 ) Hier ist auch wieder der Gedanke von Epikur zu finden, dass Glück mit Schmerzfreiheit gleichgesetzt werden kann. Im Alten Testament gibt es andere Vorstellungen von Glück: Der Gerechte, das heißt der, der Gottes Gebote befolgt, wird in diesem Leben mit einem erfüllten Leben belohnt. Zweifel an der Richtigkeit dieser Idee sind bereits im Alten Testament selbst formuliert, zum Beispiel im Buch Hiob, in dem das ungerechte Leiden eines Gerechten zum Thema wird. Hier liegt eine wichtige Basis für Vorstellungen, die sich im späten Judentum und in der christlichen Kirche durchgesetzt haben: Erlösung und Paradies nach dem Jüngsten Gericht. So wird im irdischen Leben eher Askese (vgl. z. B. den Zölibat) gepredigt und auf ein Glück im Jenseits verwiesen. Glücksphilosophie im Mittelalter verweist immer auf das Christentum.

### Augustinus von Hippo
Augustinus von Hippo, der von 354 bis 430 lebte, schrieb ein ganzes Buch, De beata vita ‚Vom glücklichen Leben‘ (5), über das menschliche Glück. Laut Augustinus ist Liebe der Grundbegriff der Ethik, dabei fällt diese mit dem menschlichen Willen zusammen. Das Endziel alles menschlichen Strebens liegt in der Glückseligkeit. Glückseligkeit kann der Mensch aber nicht etwa durch Befriedigung an Gütern von dieser Welt erhalten, sondern allein durch Gott. Nur in Gott, als unvergänglicher um seiner selbst willen geliebten Schöpfer, findet der Mensch Erfüllung seines Strebens.

### Pseudo-Dionysius Areopagita
In der sogenannten mystischen Theologie ist es vor allem  Pseudo-Dionysius Areopagita, der um 500 lebte, der sich mit der Idee des Glücks beschäftigt. Nach ihm sehnt sich die menschliche Seele nach Gott. Dieses Sehnen kann nur durch eine mystische Vereinigung mit Gott befriedigt werden. Eine solche mystische Vereinigung kann nur in der Ekstase stattfinden, in der der Mensch dann auch sein Glück findet. Dionysius schreibt:

„Denn durch das von allem Gehaltenwerden freie und rein von allem gelöste Heraustreten Ekstase aus Dir selbst wirst Du, alles von Dir abtuend und von allem gelöst, zum überwesentlichen Strahl des göttlichen Dunkels emporgehoben werden.“

## Glück in der Philosophie der Moderne
In der Moderne setzen sich die verschiedenen Glücksbegriffe der Antike fort, wobei der Utilitarismus in der angelsächsischen Welt zur beherrschenden Philosophie wird und es auch heute noch ist. In den Vereinigten Staaten von Amerika ist der Utilitarismus heute quasi Staatsphilosophie. Auf dem europäischen Festland konnte sich diese Richtung nicht in vergleichbarem Maße durchsetzen.

### John Stuart Mill
Ein großer Philosoph über Glück war John Stuart Mill, der von 1806 bis 1873 in England lebte. Er gilt zusammen mit seinem Vater James Mill und Jeremy Bentham als Vater des Utilitarismus. Mill baut eine komplette Moral auf, die auf dem Glücksgedanken basiert. Er schreibt: „Die Auffassung, für die die Nützlichkeit oder das Prinzip des größten Glücks die Grundlage der Moral ist, besagt, dass Handlungen insoweit und in dem Maße moralisch richtig sind, als sie die Tendenz haben, Glück zu befördern, und insoweit moralisch falsch, als sie die Tendenz haben das Gegenteil von Glück zu bewirken.“ (8, S. 12) Es gibt nach Mill also zwei grundsätzliche Strategien, die zu verfolgen sind, die eine ist maximize happiness und die andere minimize suffering ‚minimiere Leiden‘, dabei wird Glück (happiness) durch pleasure ‚Lust‘ erreicht, während pain ‚Schmerz‘ sowie das Fehlen von Lust zu vermeiden ist. Mill zitiert Epikur und erwähnt ihn lobend, die Strategie des minimize suffering stammt ja auch von Epikur selbst, maximize happiness wird ergänzt. Aufgabe der Gesellschaft (des Staates) ist es nach Mill, das maximale Glück für die maximale Zahl an Personen zu erreichen. Mill geht aber weiter als Bentham und unterscheidet nicht nur zwischen sogenannten höheren und niedrigen Genüssen, sondern spricht Menschen unterschiedlicher Sensibilität und Intelligenz eine andere Wertung im Hinblick auf das Prinzip des größten Glücks der größten Zahl zu.

### Immanuel Kant
Bei Immanuel Kant steht der Glücksbegriff eher in der Tradition der Stoa. Glück wird mit dem moralischen Leitziel (Aufklärung) gleichgesetzt, Glückseligkeit als moralisches Prinzip zunächst verworfen. Er schreibt: „Das Wesentliche alles sittlichen Wertes der Handlungen kommt darauf an, daß das moralische Gesetz unmittelbar den Willen bestimme. Geschieht die Willensbestimmung zwar gemäß dem moralischen Gesetze, aber nur vermittelst eines Gefühls, welcher Art es auch sei, das vorausgesetzt werden muss, damit jedes ein hinreichender Bestimmungsgrund des Willens werde, mithin nicht um des Gesetzes willen; so wird die Handlung zwar Legalität, aber nicht Moralität enthalten.“ (9, S. 117) Gerade diese Ablehnung eines Gefühls, oder auch des Wunsches nach Glück, traf sofort auf Widerstand. Friedrich Schiller dichtete dazu:

„Gern dien ich den Freunden, doch thu ich es leider mit Neigung,

Und so wurmt es mir oft, daß ich nicht tugendhaft bin.“

Der Glücksbegriff, den der Mensch hat, ist für Kant nicht greifbar, da schon die einfachsten Neigungen schwankend sind und der gesamte Begriff damit selbst für individuelle Begriffsdefinitionen nur temporär gültig ist. Kant ersetzt den Begriff des Glücks durch den der Pflicht, Glückseligkeit kann zu Lebzeiten nicht erreicht werden, denn Glücksstreben schränkt Handeln und Pflicht ein. Dennoch kann man sich nach Kant durch sittliches Handeln des Glücks würdig machen, deshalb gebe es einen Gott, der dem würdigen Menschen nach dem Tode das ihm zustehende Maß an Glückseligkeit zuteilwerden lässt;  hier referenziert Kant wieder auf das christlich-eschatologische Prinzip. Bedeutend ist hier die Theoriensynthese Kants, der die schon von Sokrates geforderte Kopplung der Glückseligkeit an das sittliche Handeln umsetzt, indem er tugendhaftes und glücksstrebendes Handeln verbindet und in der Pflichterfüllung den Weg zum Ziel der Glückseligkeit nach dem Tode sieht. Sittlichkeit und Glückseligkeit sind für Kant in einer Theoriensynthese  und nicht voneinander zu trennen, sondern zwei nach besten Kräften zu vereinbarende Bedingungen. Glück wird zur moralischen Aufgabe. Das höchste Gut wird zum Zweck.

### Arthur Schopenhauer
Für Arthur Schopenhauer ist die Tatsache „daß wir da sind, um glücklich zu sein“ (10, S. 233) der angeborene Irrtum des Menschen. Diese pessimistische Grundüberzeugung steht schon ihrer Natur nach jedem Glücksstreben entgegen, dennoch gibt Schopenhauer Anleitung für ein solches Streben, dieses soll der Mensch  nicht auf äußere Güter wie Besitz und Ansehen richten, sondern die Ausbildung der eigenen Persönlichkeit in den Mittelpunkt stellen. Die größten Feinde des Glücks sind für ihn Schmerz und Langeweile, wobei letzteres durch geistigen Reichtum überwunden werden kann.

### Friedrich Nietzsche
Friedrich Nietzsche hat eine ganz andere Idee vom Glück, bei ihm ist das Glück keine Äußerlichkeit, welche dem Menschen aufgepfropft wird, sondern eine Innerlichkeit, die jedem Menschen immanent ist. Die stoische Fixierung auf Tugend oder gar das allgemeine Sittengesetz von Kant lehnt Nietzsche rigoros ab. Er schreibt: „Die Bestie in uns will belogen werden; Moral ist Notlüge, damit wir von ihr nicht zerrissen werden.“ (12, S. 64) Epikur hingegen findet Nietzsches Zustimmung, in ihm sieht er einen optimistischen, lebensbejahenden Menschen in einer schweren Zeit, er fragt: „War Epikur Optimist – gerade als Leidender?“ (11, S. 17) Dabei lehnt Nietzsche nicht jede Sittsamkeit ab, und er glaubt auch nicht, dass sich das Glück nur im Dionysischen finde, in dieser Hinsicht wird er bei oberflächlicher Betrachtung oft missverstanden. Glück ist vielmehr auch etwas Ruhiges. In Menschliches, Allzumenschliches formuliert er vor allem drei Säulen des menschlichen Glücks:
- „Das Gewohnte“. Nietzsche schreibt hierzu: „Eine wichtige Gattung der Lust und damit der Quelle der Moralität entsteht aus der Gewohnheit.“ (12, S. 94)
- „Der langsame Pfeil der Schönheit“. Nach ihm muss Schönheit mit Ruhe einhergehen: „Die edelste Art der Schönheit ist die, welche nicht auf einmal hinreißt, welche nicht stürmische und berauschende Angriffe macht (eine solche erweckt leicht Ekel), sondern jene langsam einsickernde, welche man fast unbemerkt mit sich fortträgt und die Einem im Traum einmal wiederbegegnet, endlich aber, nachdem sie lange mit Bescheidenheit an unserem Herzen gelegen, von uns ganz Besitz nimmt, unser Auge mit Tränen, unser Herz mit Sehnsucht füllt.“ (12, S. 43f)
- „Der Unsinn“. Dazu Nietzsche: „Wie kann der Mensch Freude am Unsinn haben? So weit nämlich auf der Welt gelacht wird, ist dies der Fall; ja man kann sagen, fast überall wo es Glück gibt, gibt es Freude am Unsinn.“ (12, S. 74)

### Bertrand Russell
Bertrand Russell stellt sich vor allem die Frage vom Verhältnis der Gesellschaft, in der ein Mensch lebt, zum Glück des einzelnen. Zuerst hält er fest: „Wenn die elementaren Bedürfnisse befriedigt sind, hängt das Glück der meisten Menschen von zwei Dingen ab: ihrer Arbeit und ihren sozialen Beziehungen.“ (13, S. 152) Dabei glaubt Russell, die Gesellschaft sei von zentraler Bedeutung für das Glück ihrer Individuen, in einer schlechten Gesellschaft seien die Menschen unglücklicher als in einer mit einer guten Gesellschaftsordnung. Dabei hält Russell die Gesellschaft zwar für elementar, räumt aber ein, dass der Andere durchaus auch Quelle von Unlust sein kann: „Im täglichen Leben der meisten Menschen spielt Furcht eine größere Rolle als Hoffnung; sie sind mehr von dem Gedanken erfüllt, daß andere von ihnen Besitz ergreifen könnten, als von der Freude, die sie in ihrem eigenen Leben schaffen können oder in dem Leben anderer, mit denen sie in Berührung kommen.“ (13, S. 141) Am Ende gesteht auch Russell ein, dass Glück mehr im Individuum als im Staat liegt. Er schreibt: „Wenn alle Menschen den Mut aufbrächten, trotz Widrigkeiten und Hindernissen so [ohne Furcht] zu leben, würde es für die Erneuerung der Gesellschaft nicht erforderlich sein, mit politischer und ökonomischer Reform zu beginnen: alles dies folgte ohne Widerstand aus der moralischen Erneuerung der Individuen.“ (13, S. 141)

### Ludwig Marcuse
Eine ganze Philosophie des Glücks schreibt Ludwig Marcuse (nicht verwandt mit Herbert Marcuse), in seinem gleichnamigen Buch. In diesem Buch versucht er alle Glücksphilosophien zusammenzufassen, beginnend bei Hiob im Alten Testament und Hans im Glück, einem deutschen Volksmärchen. Dann erläutert er Baruch Spinoza, den er mit dem Satz: „Ich denke nach, um glücklich zu werden“ (14, S. 18) zitiert – untersucht aber auch Seneca, Augustinus, Tolstoi und viele andere Philosophen. Wie auch diese Arbeit stellt Marcuse dabei fest, dass es so viele Ansichten über das Glück wie Philosophen gibt, er fragt: „Liegt es an den Philosophen, die sich nie einigen konnten? Das Wort Glück hat in allen Sprachen etwas Vieldeutiges. Es ist wie eine Sonne, die eine Schar von Wort-Trabanten um sich herum hat: Behagen, Vergnügen, Lust, Zufriedenheit, Freude, Seligkeit, Heil.“ (14, S. 20) Marcuses Buch hat mehr den Charakter eines Berichts als einer Wertung. Einzig mag er die Theorie von der Negativität des Glücks nicht, so schreibt er: „Glück ist Glück.“ (14, S. 170) Dabei meint er vor allem, dass Glück nicht Un-Unglück ist, sondern etwas positiv Eigenständiges.

### Kritik am Glück in der Moderne
Als Kritiker des Glücks ist vor allem Friedrich Nietzsche zu nennen, der über die oben ausgeführte positive Vorstellung auch den Gedanken ausarbeitete, dass nach Glück nur der ‚letzte Mensch’ strebt, der der ‚letzte’ ist, weil er sich nur noch unter allgemeinen und unveränderlichen Begriffen versteht und vergessen hat, dass er diese Begriffe in seinem Denken und dessen Geschichte selbst entwickelt hat, d. h., er hat die Fähigkeit verloren, seine Selbstauffassung verändern zu können. Darüber hinaus wendet Nietzsche sich gegen ‚Glück’ als letztes Ziel des Menschen, weil damit alle Menschen gleichgemacht werden, was für ihn eine Gewalttat ist, die der Tradition der abendländischen Metaphysik entstammt. Nietzsches Glücks-Kritik stellt positiv also den individuellen Menschen in den Mittelpunkt, der sich verfehlt, wenn er sich von aus der Tradition überkommenen allgemeinen Begriffen wie ‚Glück’ leiten lässt. Auf diese Kritik baut die oben erwähnte positive Vorstellung auf.
In der Gegenwart schließt daran Georg Römpp an, der in seinem ‚Anti-Glücksbuch’ die Nützlichkeit der Vorstellung ‚Glück’ für den Menschen untersucht und zu einem insgesamt negativen Ergebnis kommt. Römpp geht von einer begriffsgeschichtlichen und begriffsanalytischen Untersuchung aus. Auf dieser Grundlage kommt er zu dem Ergebnis, dass das Streben nach Glück für den Menschen nicht nützlich ist, (1) weil der Mensch damit nach einem ‚Ganzen’ strebt, obwohl das Leben aus Einzelheiten besteht, (2) weil der Mensch sich damit an etwas zu Allgemeines hält und deshalb den Kontakt mit dem Wirklichen und Individuellen verliert, (3) weil der Mensch damit das eigene Leben und auch das Leben anderer Menschen messen und vergleichen will und alles Leben auf diese Weise in einem geschlossenen Horizont zu bewerten beginnt, (4) weil der Mensch damit andere Menschen nicht mehr in ihrer Individualität akzeptieren kann und auch sich selbst von fremden Perspektiven her auffasst, (5) weil der Mensch sich damit ein falsches und starres Selbst zuschreibt, das er auf eine unfreie Weise zu verwirklichen sucht, und (6) weil der Mensch damit seine Freiheit gefährdet, indem er den Zwang akzeptiert, auf solche Weisen ‚glücklich’ werden zu müssen, die in der Tradition entstanden sind oder von anderen Menschen vorgeschrieben werden.
Römpp widerspricht also der Auffassung, Glück müsse das Ziel der Kunst des Lebens darstellen. Er setzt die Kunst des Lebens sogar dem Streben nach Glück auf positive Weise entgegen, weil diese Kunst in der Lage sei, auf die falsche Allgemeinheit, die fixen Begriffe und die Orientierung an einem falschen Ganzen im Streben nach Glück zu verzichten. Wie alle Kunst arbeitet auch die Kunst des Lebens am Individuellen und setzt kreative Fähigkeiten ein, um etwas Neues zu schaffen, so dass sie in der Lage ist, den Menschen von starren Traditionen zu befreien, die ihm vorschreiben, was er ‚letztlich’ anzustreben habe. Insgesamt bringt Römpp also die Individualität des menschlichen Lebens gegen die Vorstellung ‚Glück’ zur Geltung und kommt deshalb zu einer radikalen Kritik an dieser Vorstellung.

### Sekundärliteratur
- Maximilian Forschner: Über das Glück des Menschen. 2. Auflage. WBG u. a., Darmstadt 1994, ISBN 3-534-11053-6.
- André Micklitza, Kerstin Micklitza: Die Vermessung des Glücks in Deutschland. 3. Auflage. BoD, Norderstedt 2014, ISBN 978-3-7357-6044-9.
- Bruno Heller: Glück. Ein philosophischer Streifzug. WBG u. a., Darmstadt 2004, ISBN 3-534-17651-0, ISBN 3-89678-518-4.
- Josef Pieper: Glück und Kontemplation. 4. Auflage. Kösel, München 1979, ISBN 3-466-40113-5.
- Annemarie Pieper: Glückssache. Die Kunst gut zu leben. Dtv, München 2003, ISBN 3-423-30872-9.
- Ludger Koreng: Glück. Vandenhoeck & Ruprecht, Göttingen 2004, ISBN 3-525-76401-4.
- Sabine Meck: Vom guten Leben. Eine Geschichte des Glücks. Primus u. a., Darmstadt 2003, ISBN 3-89678-478-1, ISBN 3-534-15126-7.
- Emil Angehrn: Die Philosophie und die Frage nach dem Glück. Haupt, Bern u. a. 1997, ISBN 3-258-05726-5.
- Dieter Thomä: Vom Glück in der Moderne. Nachdr. Suhrkamp, Frankfurt a. M. 2004, ISBN 3-518-29248-X.
- Jürgen Kramke: Der schmale Pfad zum Glück. BoD, Norderstedt 2016, ISBN 978-3-7392-2597-5.
- Simon Duckheim: Zum Begriff des Glücks bei Theodor W. Adorno und Walter Benjamin (= Philosophische Gespräche. Heft 19). Helle Panke, Berlin 2010, DNB 1010314963.

Weitere Medien
- Josef Pieper: Was heißt Glück? 1 Tonkassette. Matthias-Grünewald, Mainz 1998, ISBN 3-7867-2141-6.